# Cleidogona hadena
Cleidogona hadena är en mångfotingart som beskrevs av Ottis Robert Causey 1961. Cleidogona hadena ingår i släktet Cleidogona och familjen Cleidogonidae. Inga underarter finns listade i Catalogue of Life.